# Sybilla Dekker
Sybilla Maria Dekker, née le 23 mars 1942 à Alkmaar, est une femme politique néerlandaise membre du Parti populaire pour la liberté et la démocratie (VVD) et ancienne ministre du Logement des Pays-Bas.

## Éléments personnels

### Formation et carrière
Elle achève ses études secondaires en 1961 à Alkmaar, puis effectue quatre années d'études supérieures en management et gestion du personnel à l'académie sociale d'Amsterdam. En 1965, elle commence à travailler en tant qu'assistante sociale, avant d'être recrutée comme inspectrice du travail en 1968.
Au bout de huit ans, elle est nommée conseillère de l'organisation et coordinatrice sociale du projet de société de l'information en zone rurale, conçu par la chambre de commerce d'Arnhem. Elle occupe ce poste jusqu'en 1979, lorsqu'elle est désignée directrice adjointe du Personnel du ministère de l'Agriculture et de la Pêche, puis directrice adjointe de l'Organisation et de l'Efficacité à partir de 1983. Dès l'année suivante, elle est promue directrice des Questions matérielles.
Elle quitte la fonction publique en 1990, pour devenir directrice de la fédération néerlandaise des entreprises de bâtiment et travaux publics (NVOM), avant d'être choisie comme directrice générale de la fédération générale des employeurs (AWVN) en 1996.
Depuis l'été 2007, elle siège au conseil de surveillance de la Bank van Nederlandse Gemeenten (BNG) et de la société d'ingénieurs et de consultants DHV.

### Vie privée
Résidant à Wassenaar, elle a été mariée deux fois. Son premier mari est décédé en 1977, et le second, Constant van Gestel, a disparu en 2005.

## Parcours politique
Le 27 mai 2003, Sybilla Dekker est nommé ministre du Logement, de l'Aménagement du territoire et de l'Environnement des Pays-Bas, dans la coalition de centre-droit dirigée par le chrétien-démocrate Jan Peter Balkenende.
Ayant annoncé, en août 2006, son intention de quitter le gouvernement après les élections législatives anticipées du 22 novembre 2006, elle démissionne dès le 21 septembre, après qu'un rapport du comité d'enquête pour la sécurité (OVV) ait conclu que le drame de Schiphol-Est, à savoir la mort de onze immigrés clandestins dans l'incendie, le 27 octobre 2005, d'un centre de rétention géré par le ministère de la Justice mais construit sous l'autorité de celui du Logement, aurait pu être totalement ou très grandement évité.
Le 22 juin 2018, elle est faite ministre d'État par le roi Willem-Alexander.